# Hustonville
Hustonville é uma cidade localizada no estado americano de Kentucky, no Condado de Lincoln.

## Demografia
Segundo o censo americano de 2000, a sua população era de 347 habitantes.
Em 2006, foi estimada uma população de 357, um aumento de 10 (2.9%).

## Geografia
De acordo com o United States Census Bureau tem uma área de
1,4 km², dos quais 1,4 km² cobertos por terra e 0,0 km² cobertos por água. Hustonville localiza-se a aproximadamente 300 m acima do nível do mar.

## Localidades na vizinhança
O diagrama seguinte representa as localidades num raio de 24 km ao redor de Hustonville.